# Symbolismus (Literatur)
Der Symbolismus ist eine im späten 19. Jahrhundert in Frankreich entstandene literarische Richtung, die im Gegensatz zum Realismus und Naturalismus durch idealistische Züge gekennzeichnet ist, sich gegen den Positivismus richtet und neue Entfaltungsmöglichkeiten anstrebt.

## Geschichtlicher Hintergrund
Die literarische Epoche des Symbolismus begann etwa 1890. Ihre Wurzeln sind in den gesellschaftlichen Umwälzungen und historischen Ereignissen des 19. Jahrhunderts zu suchen, z. B. der Industrialisierung, dem technischen und wissenschaftlichen Fortschritt und der Entstehung des Materialismus und philosophischen Positivismus. Mit der Zeit machte sich der Verzicht auf abstrakte Werte und idealistisch-ästhetische Empfindungen auch in der Literatur bemerkbar, hauptsächlich im Realismus und im Naturalismus. Doch das neu entstandene rationalistische Weltbild war kein einheitliches und wurde durch zahlreiche Entdeckungen in den Bereichen der Mathematik und Physik, z. B. Röntgenstrahlen, Radioaktivität und wenig später der Relativitätstheorie, immer wieder in Frage gestellt. Diese Krise des positivistischen Weltbilds und der herkömmlichen Religion und Moral sowie die Auffassung der Welt als etwas unzulänglich Erfasstes führte zusammen mit der Aufbruchsstimmung der Fin-de-Siècle-Kultur zu der Suche nach neuen Entfaltungsmöglichkeiten. Eine dieser neuen Entfaltungen war der Symbolismus.

## Stilmittel und Kennzeichen
Für die französischen Symbolisten erwies sich einzig das Symbol als ein Ganzes, als ein stil-technisches Element, welches die Ganzheit der künstlerischen Abbildung der Welt gemäß den ästhetischen Idealen ermöglicht. Daher ist das Symbol, obwohl es als subjektiver Eindruck erscheint, als einheitlich bedeutsames Stilmittel anzusehen. Der symbolistische Dichter schafft aus Bruchstücken der realen Welt Symbole, die, neu zusammengesetzt, eine Welt der Schönheit beziehungsweise der ideellen, ästhetischen und oft auch spirituellen Vollkommenheit ergeben sollen.
Wichtig dabei ist, dass ästhetische Wahrheiten nicht direkt beschrieben werden, sondern durch indirekte Stilmittel zu evozieren sind. Der Symbolist verbindet die Elemente seines Werkes nicht auf herkömmliche Art und Weise, indem er Verbindungen zwischen den Worten nur mit Hilfe von Metaphern, Vergleichen und anderen Stilmitteln schafft, sondern indem er eine Art Affinität oder tiefere Verwandtschaft zwischen Dingen und Worten ergründet und sich dadurch seinem Ideal annähern kann.
Zu diesem Zweck werden jedoch auch Stilmittel wie Synästhesie und Onomatopoesie eingesetzt, mit deren Hilfe sämtliche Zusammenhänge zwischen Geruch, Klang, Farbe sowie dem Sinn eines Wortes und seiner näheren Bedeutung erarbeitet werden. Dabei spielt oft die gesteigerte Musikalität des Gedichts eine große Rolle in der symbolistischen Poesie, wobei eine experimentelle, also erfahrungsgemäße, Einheit angestrebt wird, die nicht rationalisierbar ist.
Stets ist der Sinnhorizont der Sache wichtig, der viele andere Sachen mit einschließt und auf ein Gesetz im Weltganzen hindeuten soll, das immer-gegenwärtige Wesen der Sache, das Gültige, Zeitlose, Erlesene. Ein symbolistisches Gedicht beispielsweise beschreibt die Sache beziehungsweise den höheren Sinn nicht direkt, sondern umschreibt es immer wieder von allen Seiten, bis der Mittelpunkt beziehungsweise der höhere Sinn unmissverständlich daliegt. Eine Vereinigung der inneren und äußeren Welt wird angestrebt. In diesem metaphysischen Sinne des Symbols besteht auch ein Zusammenhang zwischen der idealistischen Philosophie Immanuel Kants, dessen Unterscheidung zwischen Phänomen und Noumenon sich deutlich auf den Symbolismus auswirkt.
Der Symbolismus möchte weder die gesellschaftliche Wirklichkeit, wie z. B. der Realismus, noch persönliche Empfindungen oder subjektive Reaktionen auf äußere Ereignisse darstellen, wie dies Romantik und Impressionismus taten. Er schafft eine ästhetische oder mystische Kunstwelt, die für ihn ebenso der „Realität“ entspricht; die symbolistische Dichtung bildet im gleichen Maße ab, wie sie bilden und zur Schaffung einer neuen Lebensphilosophie beitragen will.
Zum Teil erhoffen sich die Symbolisten gesellschaftliche und kulturelle Veränderungen, vor allem während der späteren, weniger dekadenten Phase der Strömung, zum Beispiel in Russland. Manche Dichter erwarteten einen neuen Menschen (siehe Nietzsches „Übermensch“) für ihre Gedichte. Teilweise besteht auch eine kritische Distanz zum Alltagsleben und den selbstzufriedenen Bürgern.

## Symbolismus als Gegenströmung
Zu viel Alltägliches wie im Naturalismus missfiel manchen Dichtern, weswegen es zu einer Gegenbewegung kam. Diese Dichter wollten lediglich Dichter sein, nicht etwa Weltveränderer. Sie versuchten, das Schöne mithilfe der Sprache wiederzufinden. Außerdem sollte die Literatur nicht die Natur nachahmen, wie es im Naturalismus der Fall war, und auch nicht nur subjektive Wahrnehmung wie im Impressionismus, sondern reine Wortkunst sein. Die Kunst galt als autonome Welt mit eigenen Gesetzen. Ein berühmtes Zitat, welches diese Einstellung unterstreicht, ist „L’art pour l’art“ („Die Kunst für die Kunst“, „Die Kunst um der Kunst willen“, oder „Die Kunst nur der Kunst wegen“).

## Der Symbolismus auf internationaler Ebene
Neben dem französischen Symbolismus spielen auch der russische und der deutsche Symbolismus eine größere literaturhistorische Rolle.

### Französischer Symbolismus
Paul Verlaines in seinem Gedicht Art poétique gegebener Rat, „das Unklare mit dem Klaren zu vereinigen“, wurde von den ‚Dekadenten‘ gehorsam befolgt. In diesem Gedicht der Gedichtsammlung Jadis et naguère (1884) heißt es an der genannten Stelle:
Rien de plus cher que la chanson grise
Où l'Indécis au Précis se joint. –
(Nichts teurer als das graue Lied
Wo die Unentschlossenheit sich mit dem Präzisen verbindet.)
Diejenigen, die das am besten vermochten, nannten sich Symbolisten.
Am 18. September 1886 veröffentlichte Jean Moréas das Manifest Le symbolisme, in dem er die Abneigung der Symbolisten gegenüber einem „klaren Sinn, Deklamationen, falscher Sentimentalität, und sachlicher Beschreibung“ bekundete und als ihr Ziel angab, „das Ideal in erkennbare Form zu kleiden“, deren „Ziel nicht in sich selbst liegt, sondern darin, das Ideal auszudrücken.“
In Frankreich war die Entstehung des Symbolismus mit der Strömung der Dekadenz und der Kultur des Fin de siècle verbunden. Sie sollte aber nicht ausschließlich damit identifiziert werden.
Nach Charles Baudelaire waren Stéphane Mallarmé, Paul Verlaine, Albert Samain, Arthur Rimbaud, Maurice Maeterlinck, Jean Lorrain, Lautréamont und der frühe Paul Valéry wichtige Vertreter des französischen Symbolismus.

### Spanischer und lateinamerikanischer Symbolismus
Vom französischen Symbolismus beeinflusst war der spanische simbolismo, zu dessen wichtigsten Vertretern Federico García Lorca sowie Juan Ramon Jiménez, der Träger des Literaturnobelpreises von 1956, gehören. In Lateinamerika entwickelte er sich seit 1880 – auch unter dem Einfluss der französischen Parnassiens – zum modernismo weiter, als dessen Begründer Rubén Darío aus Nicaragua gilt.

### Russischer Symbolismus
In Russland fand der Einfluss des französischen Symbolismus großen Anklang während des silbernen Zeitalters der russischen Literatur, eine Epoche, die durch enorme kulturelle und künstlerische Tätigkeit gekennzeichnet war. Nach dem französischen gilt der russische Symbolismus mithin als wichtigster Auswuchs der Strömung und währte dort von circa 1892 bis 1920. Wie auch in Frankreich war der Symbolismus in Russland eine relativ einheitliche Bewegung, die ihre zentralen Ansichten oft in Manifesten vertrat. Darin besteht auch ein wesentlicher Unterschied zu späteren Strömungen wie der des Akmeismus.
Die Bewegung entsteht 1892 mit Dmitri Mereschkowskis Vorlesung über neue Strömungen in der zeitgenössischen Literatur. 1893 veröffentlicht Waleri Brjussow die Anthologie Russische Symbolisten. Er gilt als Führer der frühen Symbolisten, während Dmitri Mereschkowski als deren Ideologe gilt.
Auch in Russland war der Symbolismus eine Reaktion auf den Materialismus und seine Auswirkungen in der Literatur des Naturalismus. In seinen theoretischen Schriften spaltet auch Balmont die Literatur in realistische und symbolistische Tendenzen und verwirft den Realismus als ausgedient. Der Symbolismus ist für ihn eine neue gewaltige Form der Kunst, die er mit dem Typ der dionysischen Poesie verband und die für ihn die Unabhängigkeit des Individuums und die Bedeutung der Personalität bedeutete. Darüber hinaus war der Symbolismus, z. B. für Brjusow, in der Lage, die Realität in Form einer anderen, ideellen Welt zu erschließen.
In Russland lässt sich die Bewegung mit großer Genauigkeit in zwei Gruppen, die sogenannten jüngeren und älteren Symbolisten teilen, die jedoch nicht nur zeitlich, sondern hauptsächlich inhaltlich differenziert werden müssen. Zu den älteren (russisch: старшие символисты) zählen Innokenti Annenski, Waleri Brjussow, Konstantin Balmont, Sinaida Hippius, Dmitri Mereschkowski, Fjodor Sologub, zu den jüngeren (russisch: младосимволисты), Andrei Bely, Alexander Alexandrowitsch Blok, Fedor Stepun.
Die älteren Symbolisten standen dem französischen, dekadenten Symbolismus näher, der den ästhetisierenden Aspekt betonte. Sie legten Wert auf geistig-ideelle Werte, sahen in der Kunst einen Weg zur Erschließung der Welt, legten jedoch auch großen Wert auf die Person des Dichters und sahen sich selbst als eine Art Medium.
Darüber hinaus war die Poesie der älteren Symbolisten von philosophischer, spiritueller und fast mystischer Art.
Die Philosophie der jüngeren Symbolisten wird von religiösen Ideen geprägt. Vorbild dieser Literatur sind die Arbeiten des russischen Philosophen, Schriftstellers und Publizisten Wladimir Solowjow, dessen Sophiologie (Lehre von der schöpferischen Weisheit Gottes) u. a. Einfluss auf die poetisch-mystischen Werke Alexander Alexandrowitsch Bloks hatte.
Sowohl ältere Symbolisten wie Brjussow und Wjatscheslaw I. Iwanow als auch jüngere wie Bely – vor allem in seinem Aufsatz „Magie der Worte“ – ließen sich nach der Jahrhundertwende von der Literaturtheorie des bereits 1891 verstorbenen Philologen Alexander Potebnja inspirieren. Dies hatte zur Folge, dass die russischen Symbolisten zu dem geistigen Potential der Sprache (Sprache als Ausdrucksmittel von geistig erfassten Gewissheiten) mehr und mehr auch ihr ideengenerierendes Potential (Sprache als selbsttätige kreative Größe) in den Blick nahmen.

### Deutscher Symbolismus
Auch in Deutschland hatten die Symbolisten Nachahmer gefunden. Die wichtigsten Vertreter des Symbolismus in Deutschland sind Karl Gustav Vollmoeller, Stefan George und Richard Dehmel, in Österreich Hugo von Hofmannsthal und Rainer Maria Rilke. Auch eine Traumdichtung, wie Hanneles Himmelfahrt von Gerhart Hauptmann, und die späten Werke von Karl May knüpfen an die symbolistischen Bestrebungen an. Karl Gustav Vollmoeller galt den Zeitgenossen als einer der bedeutendsten Vertreter des deutschen Symbolismus. Edward Jaime schrieb: „Seine Dramen sind fast die einzigen Beispiele symbolistischen Theaters in Deutschland geblieben. George hat Vollmoellers Szenenaufbau sehr gelobt.“ Gemeint mit Vollmoellers Dramen sind die Werke Catherina – Gräfin von Armagnac, Giulia – Die Amerikanerin, Assüs, Fitne und Sumurud sowie Der deutsche Graf. Ein deutscher Spätsymbolist ist der Dramatiker und Lyriker Kurt Zotz.
In Deutschland geht der Symbolismus um 1910 in eine heroisch-monumentale Stilkunst über. Das zeigt sich vor allem in den späteren Werken des George-Kreises. So verdammt der einflussreiche Friedrich Gundolf in seinem Aufsatz „Vorbilder“ im Jahrbuch für die geistige Bewegung 1912 den Impressionismus in Literatur und bildender Kunst, aber auch den raffinierten Sensualismus des französischen Symbolismus: Nicht das Erforschen, „schauen und hinnehmen“, also das Verstehenkönnen, sondern das „wählerische umschaffen“, das „kräfte weckt, das lebensgefühl steigert“, sei angesagt. Im Gegensatz zur impressionistischen Verheutigung des Großen, zum „glitzernd skizzenhaften“ der Oberflächenbeschreibung solle man nach Darstellung des Unerreichbaren streben, die reine Ästhetik durch Ethik überwinden: Das Tun und Wirken der großen Vorbilder ist „kult, ihr leben und wesen ist mythos“. Nicht erst unter dem Einfluss des Ersten Weltkriegs distanzierten sich die meisten Literaten von dem, was sie nun als dekadent, exotisch und fremd empfanden, und wandten sich dem Heimatlichen zu, um mit Emphase einen neuen Lebensstil zu fordern. Das zeigt exemplarisch Georges Gedicht „Teppich des Lebens“.

### Skandinavischer Symbolismus
In der skandinavischen Literatur kennzeichnet der Symbolismus, auch in der Spielart der nationalen Neuromantik, eine markante Gegenbewegung zu Realismus und Naturalismus. In Finnland stehen Lyriker wie Otto Manninen (1872–1950) und Veikko Antero Koskenniemi (1885–1962) sowie Lyrik und Prosa von Eino Leino (1878–1926) für eine reiche symbolistische Literatur. In Schweden wandte sich August Strindberg (1849–1912) ab 1897 vom Naturalismus ab und schrieb eine Reihe symbolistischer Dramen, der führende Lyriker des Symbolismus war Vilhelm Ekelund (1880–1949). Auch in der dänischen Literatur veröffentlichten Dichter als Gegenreaktion zum Naturalismus vom Symbolismus geprägte Gedichte in der Zeitschrift Taarnet, so z. B. Johannes Jørgensen (1866–1956) und Viggo Stuckenberg (1863–1905).

### Deutscher Symbolismus
- Paul Hoffmann, Symbolismus, München 1987, ISBN 978-3-77-051335-2
- Edward Jaime: Stefan George und die Weltliteratur. Aegis, Ulm 1949.
- Frederik D. Tunnat: Karl Vollmoeller – Dichter und Kulturmanager. Eine Biographie. Tredition Verlag, Hamburg, ISBN 978-3-86850-000-4.
- Gregor Streim: Das Leben in der Kunst: Untersuchungen zur Ästhetik des frühen Hofmannsthal. Königshausen & Neumann, 1996.
- Walther Killy, Hans Fromm (Hrsg.): Autoren und Werke deutscher Sprache. Literatur Lexikon Bd. 4. Bertelsmann Lexikon Verlag, Gütersloh 1988.
- Mario Zanucchi: Transfer und Modifikation – Die französischen Symbolisten in der deutschsprachigen Lyrik der Moderne (1890-1923). De Gruyter 2016, ISBN 978-3-11-042012-8.